# Microschemobrycon meyburgi
Microschemobrycon meyburgi är en fiskart som beskrevs av Meinken, 1975. Microschemobrycon meyburgi ingår i släktet Microschemobrycon och familjen Characidae. Inga underarter finns listade i Catalogue of Life.